# Prison de Guingamp
L'ancienne Prison de Guingamp est située 4, rue Auguste Pavie à Guingamp dans les Côtes-d'Armor. Cet édifice remarquable a été construit entre 1836 et 1841 selon le modèle « Pennsylvanien » par l'architecte Louis Lorin, sous l'impulsion de l'humaniste Charles Lucas, inspecteur général des prisons.
Désaffectée en 1951 et propriété de la ville depuis 1992, la prison est classée monument historique depuis 1997.
Des travaux de sécurisation et de restauration, d'un montant de 850 000 €, ont été entrepris en 2008 par la ville de Guingamp, afin de mettre hors d'eau et hors d'air les installations et sauvegarder cet édifice.
Les planchers, piliers en bois, les garde-corps et la charpente ont été restaurés par la société Ateliers DLB.

## Histoire
Le modèle d'enfermement de type « pennsylvanien » ou « philadelphien » repose sur la séparation totale des prisonniers, de jour comme de nuit, en plaçant les détenus en cellules individuelles.

Ce système fut prôné en France après les études menées par Alexis de Tocqueville et Gustave de Beaumont (études qui furent réalisées de 1831 à 1832).
Ce modèle s'oppose au système carcéral « Auburnien » (New-York), qui lui, privilégie le contact permanent entre détenus le jour et une séparation, en cellule individuelle, la nuit ; modèle encore en vigueur dans les prisons d'aujourd'hui, en France.
La construction elle-même de la prison eut lieu en 1836, les travaux prirent fin en 1841.
La prison fonctionna comme établissement pénitentiaire mixte entre 1841 et 1931, date à laquelle elle ferma ses portes officiellement, ses prisonniers étant transférés vers la maison d'arrêt de Saint-Brieuc.
Des réfugiés espagnols y ont été hébergés de 1937 à 1938.
La prison connut une nouvelle activité entre 1941 et 1952, 1 400 personnes y furent de nouveau emprisonnées pour des délits de droit commun.
Le 9 juin 1952, la maison d'arrêt de Guingamp ferma définitivement ses portes, à la suite de la note du directeur de la circonscription pénitentiaire de Rennes du 6 juin 1952. Les détenus furent transférés à la maison d'arrêt de Saint-Brieuc.
Jusqu'au début des années 80, la prison a servi de lieu de stockage des archives départementales des hypothèques.
La ville de Guingamp se porte acquéreur du lieu en 1992 et décide de le réhabiliter.

## Architecture
La prison, d'une surface de 3 038 m2 au sol, est de conception rectangulaire sur plan, avec cour intérieure.
Chaque cellule faisait approximativement 4 m x 1,75 m.
Elle se caractérise dans le type pennsylvanien : les cellules donnent toutes sur une cour intérieure, sur deux étages.

La prison disposait de trente-cinq cellules pour les détenus (hommes). Grâce à cette disposition architecturale, à tout instant les gardiens avaient une visibilité complète sur l'ensemble des détenus.

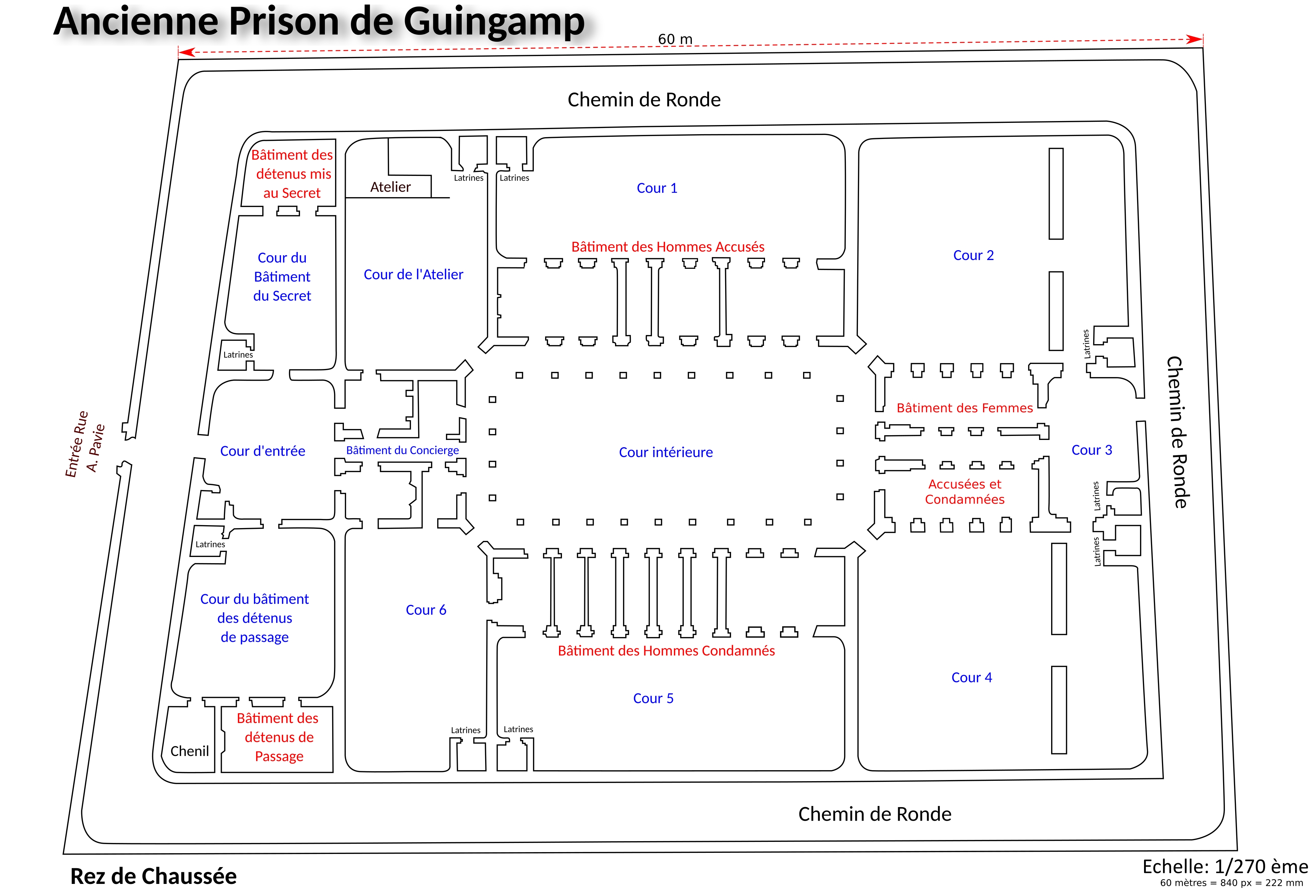
Plan au sol de la prison

Dès l'entrée de la prison après le passage du perron, sur la gauche, se trouvaient les cellules des détenus mis au secret (à l'isolement total).

Le premier bâtiment visible après l'entrée était utilisé par les gardiens et la logistique de la prison.

Sur l'aile nord de la prison se trouvaient : l'atelier, les cellules des hommes accusés ou prévenus.
L'aile sud quant à elle, accueillait les hommes condamnés. L'aile Est était réservée aux femmes, accusées ou condamnées. Sur deux niveaux, cette aile accueillait une quarantaine de cellules.
Enfin, une fontaine était présente au milieu de la cour intérieure et assurait ainsi l'approvisionnement en eau des bâtiments.
Pour sécuriser l'édifice, la prison est elle-même ceinte d'un chemin de ronde de 3,40 m de large et de hauts murs extérieurs de 7 mètres clôturaient et sécurisaient cet ancien établissement pénitentiaire.
Cette architecture était en France, à l'époque, la première à proposer une vision humaniste de l'enfermement carcéral.

## Accessibilité au public
L'édifice ouvre ses portes au public du mercredi au dimanche.
Des parcours immersifs binauraux, "des mots et des murs" ont été spécifiquement créés afin de faire entendre l’histoire sensible de ce lieu d’enfermement, et sont disponibles au Centre d'Art Gwinzegal.
Un livre, «La prison de Guingamp de 1841 à nos jours», enrichi de nombreuses ressources, a été édité par la ville de Guingamp en partenariat avec l’Inseac et le archives départementales des Côtes d’Armor.

## Réhabilitation du site
Depuis le début de l'année 2013, un projet de réhabilitation pour réutilisation du site est à l'étude par la ville de Guingamp.
Un projet sur 5 phases indépendantes a été commandé par la ville au cabinet d'architecture ARTENE. Cette réalisation pourra se faire sur plusieurs années suivant la capacité de financement de la ville et de sponsors éventuels. 5 phases sont ainsi prévues sur une ligne budgétaire ouverte d'un montant total de 6 785 000 € HT. Pour 2013, un budget de 237 000 € est ouvert pour financer la première phase de pré-étude.
L'ancienne Prison de Guingamp abrite depuis 2019 le centre d’art GwinZegal, labellisé par le ministère de la Culture. Les activités du Centre d’art se déclinent autour de la photographie et de ses multiples facettes. Ancré dans un territoire à dominante rurale, il rayonne au niveau national et international. La création artistique, la rencontre et la pédagogie sont au cœur de son activité, qui se déploie entre résidences d’artistes, expositions, édition et actions vers les publics.
En septembre 2021, l'Institut national supérieur de l’éducation artistique et culturelle (Inseac), établissement public d'enseignement supérieur implanté dans l'ancienne Prison a ouvert ses portes à ses premiers étudiants. Sa création au sein du Conservatoire national des arts et métiers (Cnam) répond à la volonté conjointe des ministères de l’Enseignement supérieur, de la Recherche et de l’Innovation, de la Culture et de l’Éducation nationale, de la Jeunesse et des Sports, du Conseil Régional de Bretagne, du Département des Côtes-d’Armor, de Guingamp-Paimpol Agglomération, de la Ville de Guingamp et du Conservatoire national des arts et métiers de déployer le premier lieu destiné à la formation initiale, à la formation continue, à la recherche à l’animation et la production de ressources en éducation artistique et culturelle (EAC).

### Budget prévisionnel
Le budget prévisionnel engagé pour les 2 premières phases est de 2 818 000 € HT.
Tableau de financements prévus sur la ligne budgétaire (mise à jour décembre 2019):
| Coût des travaux | 2013      | 2014        | 2015        | Juin 2020   | Avant Septembre 2021 |
| --- | --------- | ----------- | ----------- | ----------- | -------------------- |
| • Phase études + travaux d’urgence / Consolidation du mur d’enceinte | 253 000 € |             |             |             |                      |
| • Phase 1 - Ouverture au public Restauration de la cour centrale, restauration de l’entrée historique ouest. Création d’une nouvelle entrée sud, restauration et aménagement de la cour de l’atelier et de la cour 6 et aménagement du chemin de ronde. |           | 1 480 100 € |             |             |                      |
| • Phase 2 - Création d’un espace d’exposition Restauration du bâtiment des femmes et construction d’une extension couvrant les cours 3 et 4 |           |             |             |             |                      |
| • Phase 3 - Rénovation du bâtiment du concierge, des latrines, des bâtiments du secret, aménagement du chemin de ronde |           |             |             | 4 000 000 € |                      |
| • Phase 4 - finalisation de la réhabilitation du site et installation de l'INSEAC |           |             |             |             | 1 700 000 €          |
| Financement déjà acquis |           |             |             |             |                      |
| Sur la partie restauration |           |             |             |             |                      |
| Drac | 65 500 €  | 475 000 €   | 205 100 €   |             |                      |
| Région |           | 80 000 €    | 80 000 €    |             |                      |
| Autres (en cours) |           |             |             |             |                      |
| Aménagements Culturels - "en cours" (Financements) |           |             |             |             |                      |
| Part provisoire de la ville à financer | 187 500 € | 925 100 €   | 1 052 800 € |             |                      |

## Galerie Photo
Clichés pris lors des Journées européennes du patrimoine de septembre 2013 & septembre 2015

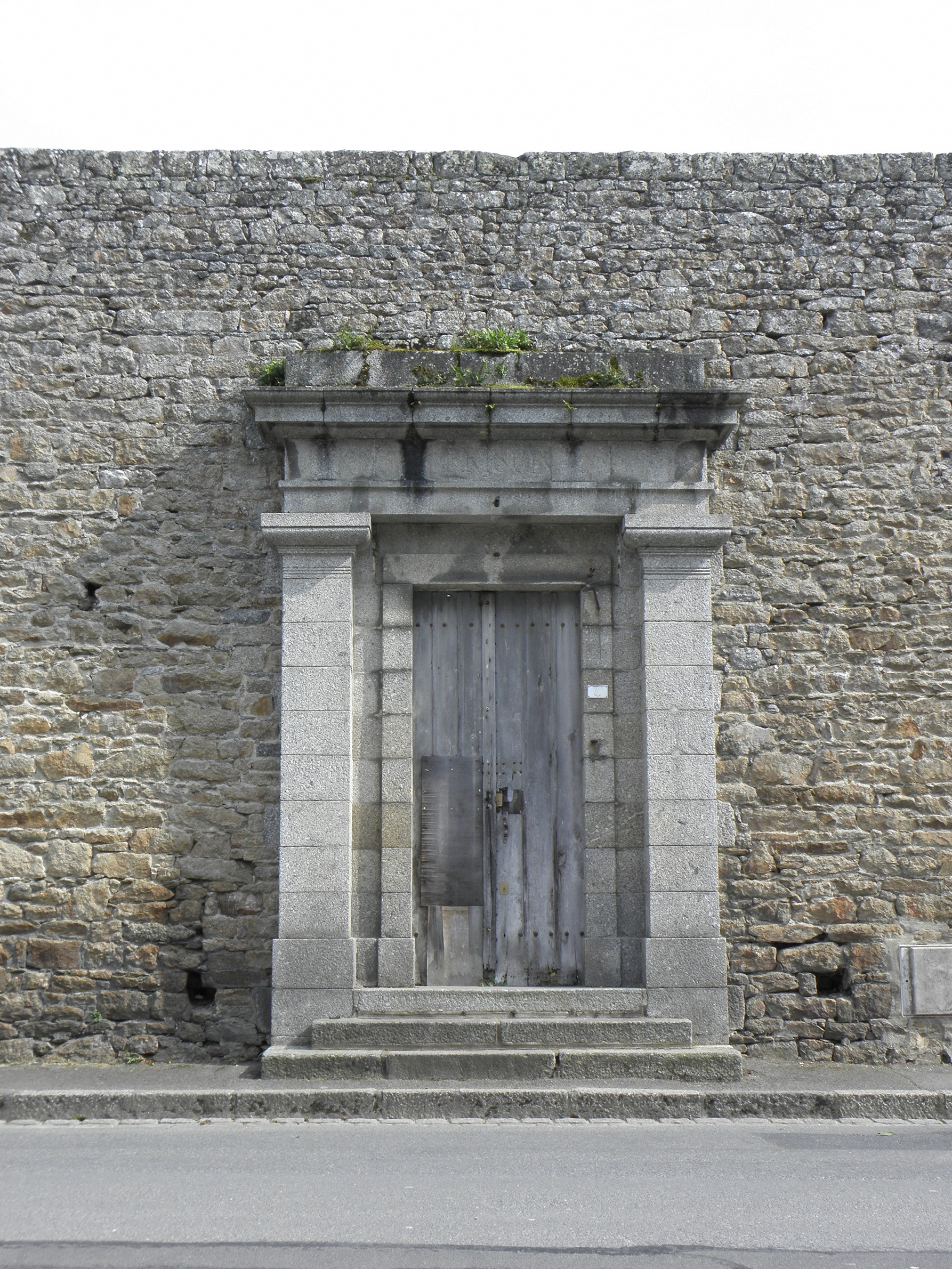
Entrée de la prison, rue A.Pavie.
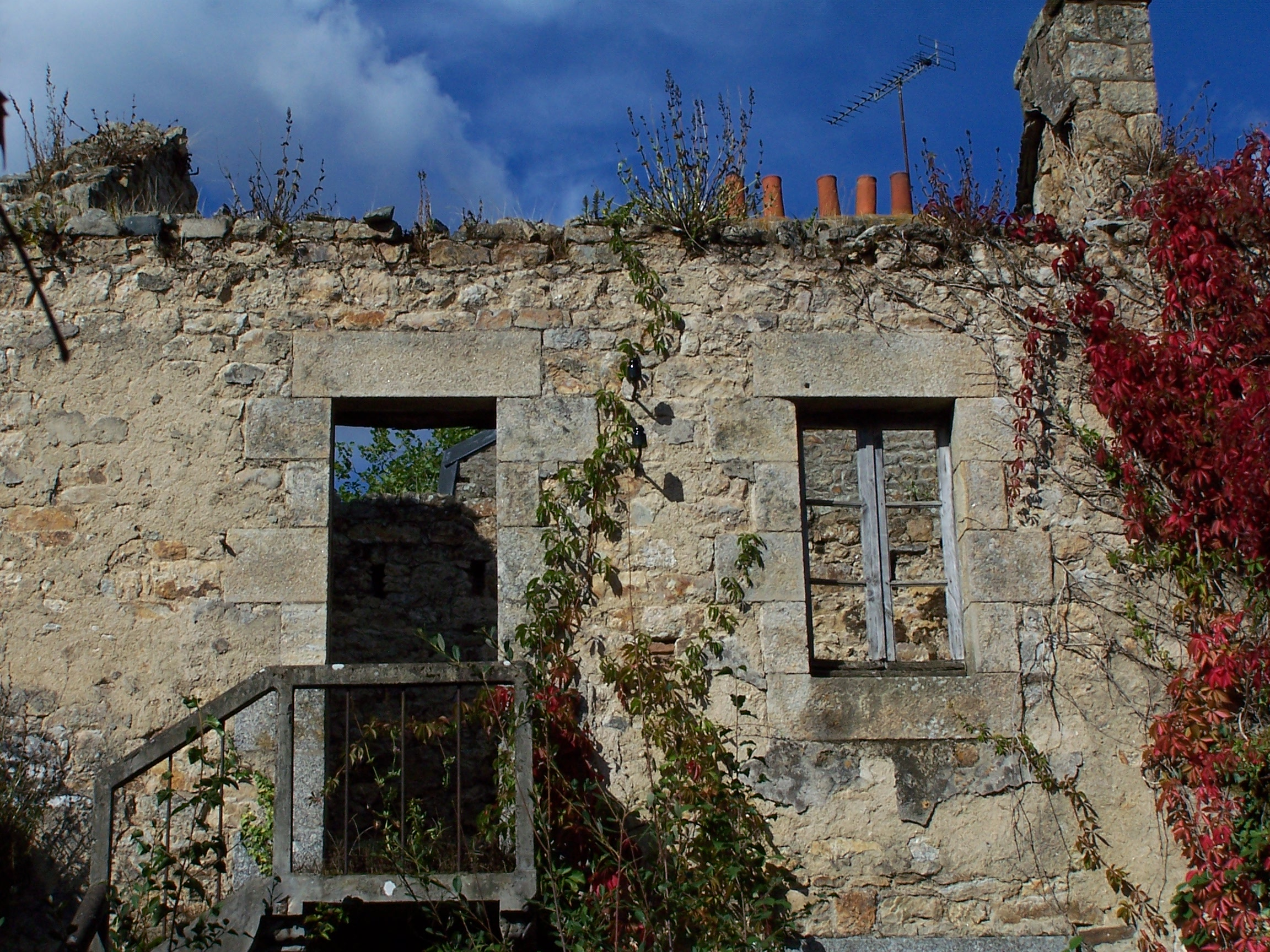
Ancienne cellule des détenus mis au secret.
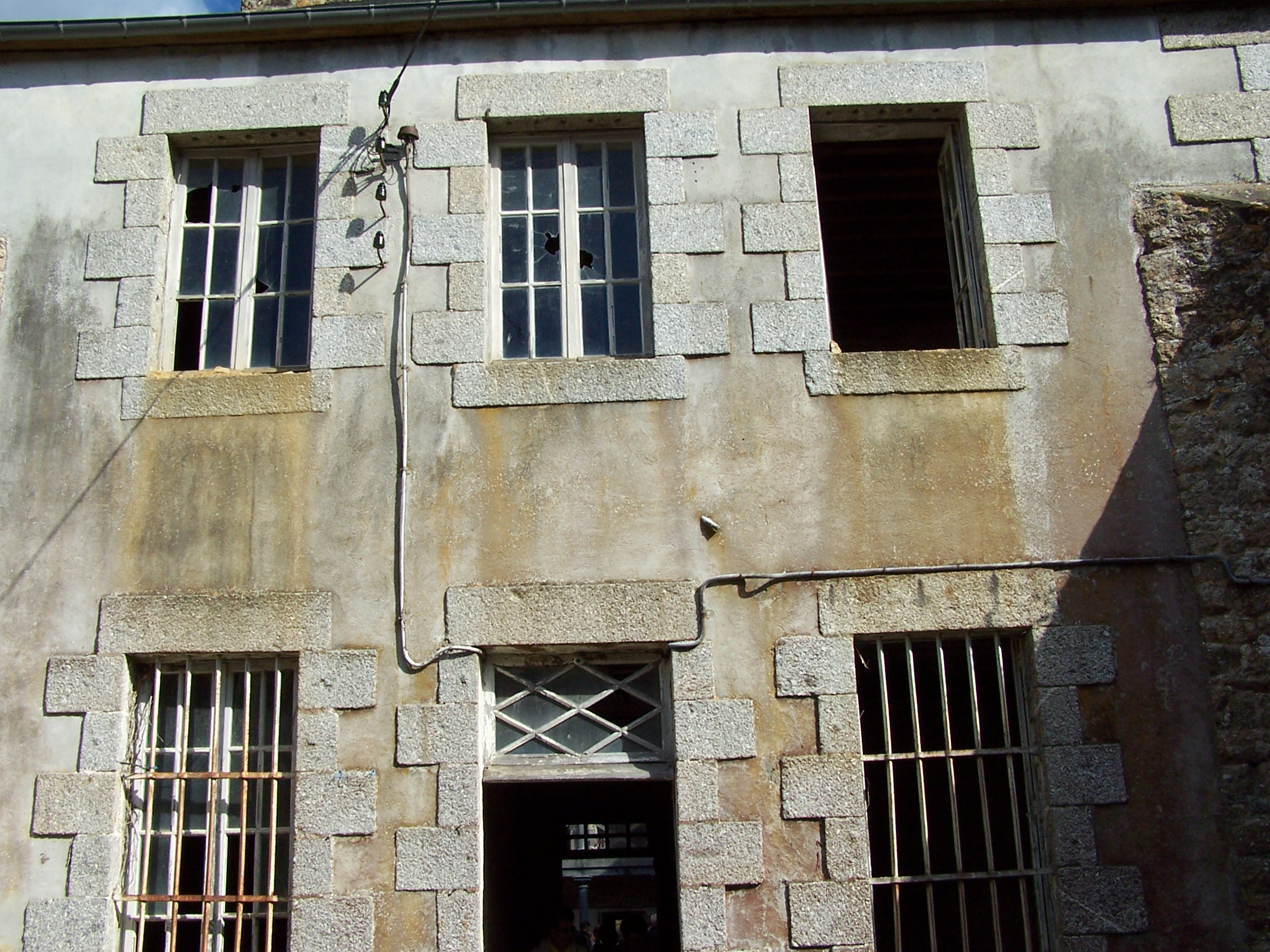
Bâtiment des gardiens et de l'administration, vue après entrée.
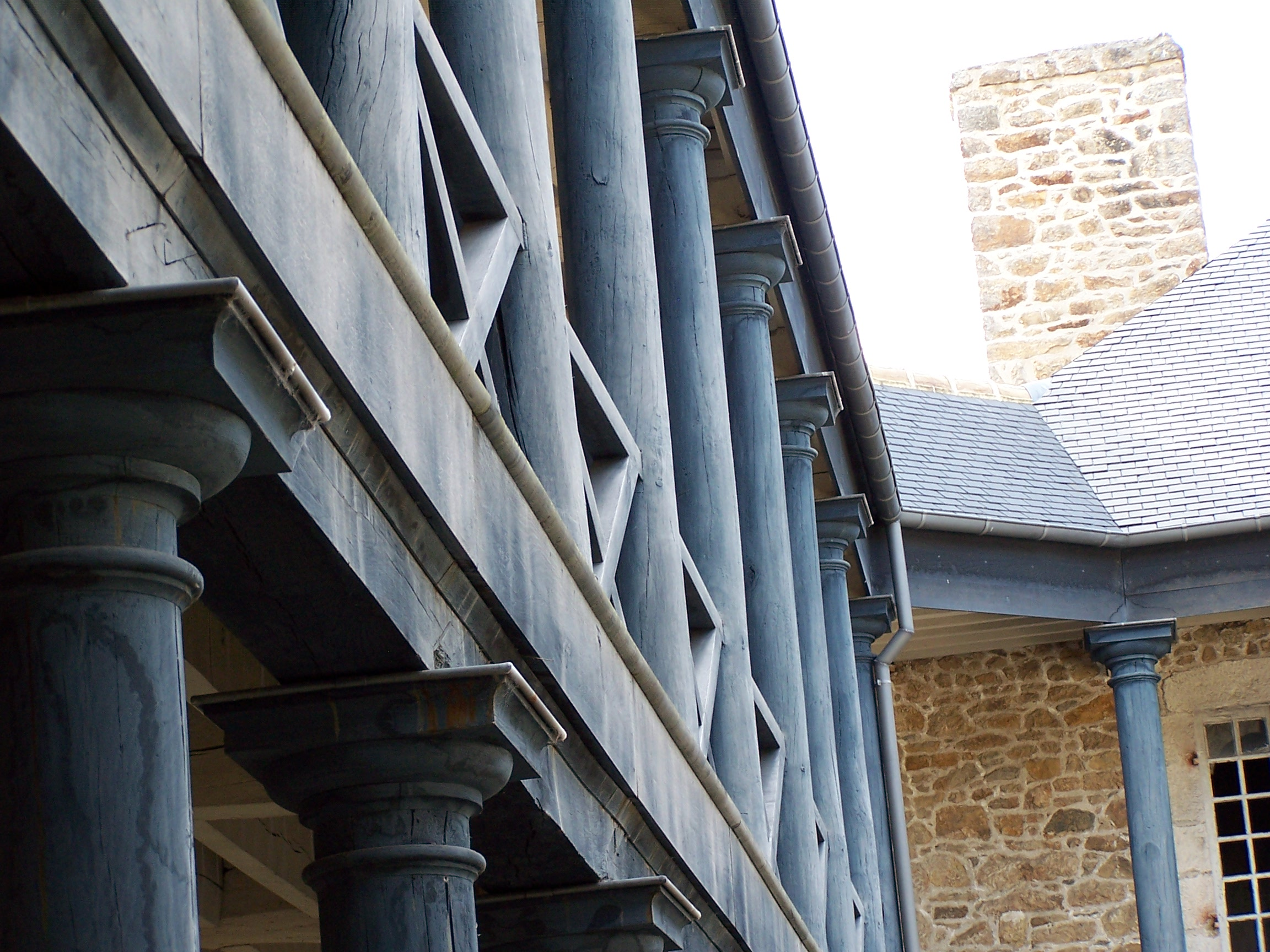
Détail des piliers en bois de soutènement.
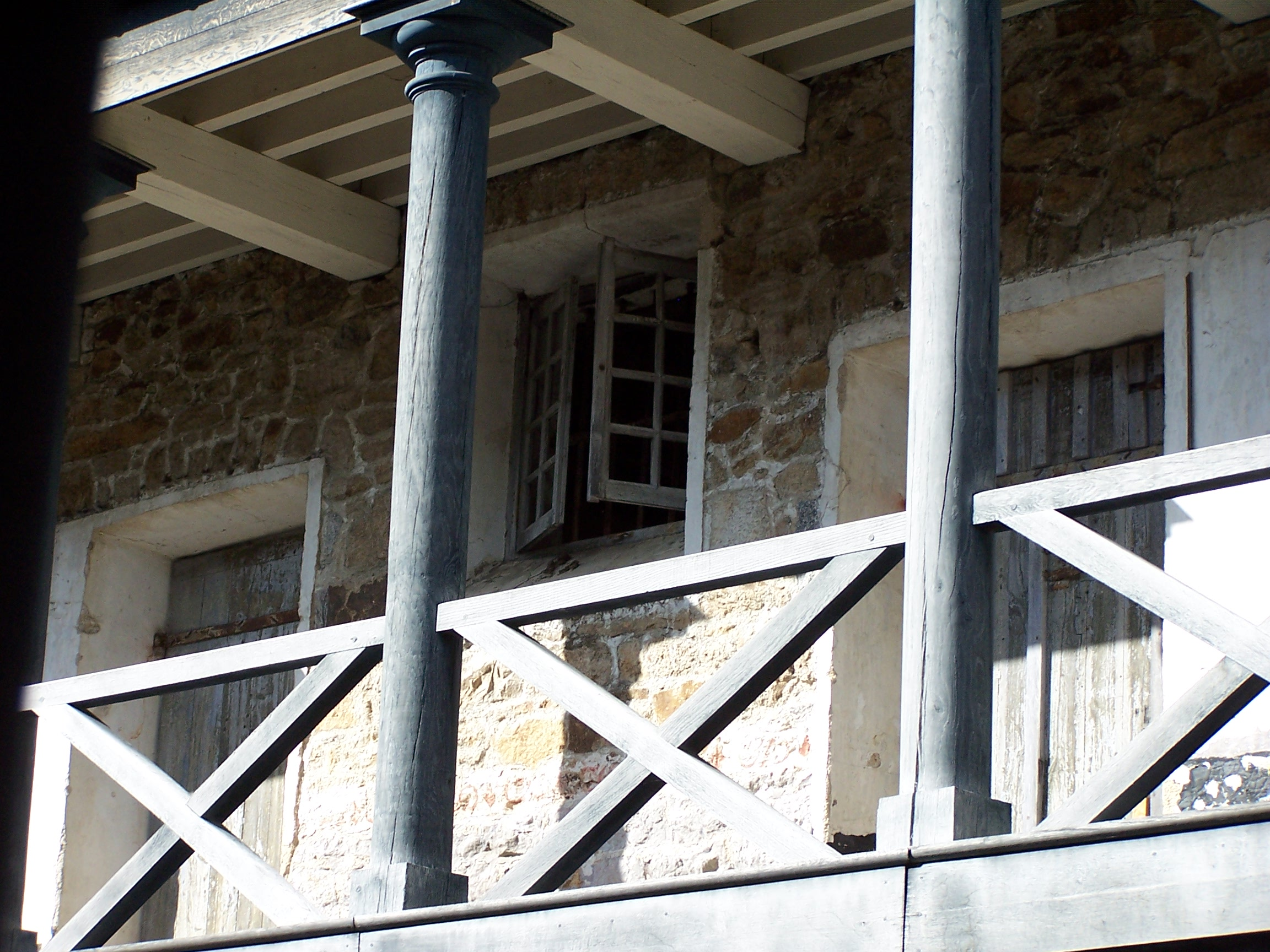
Vue des cellules à l'étage, cour centrale.
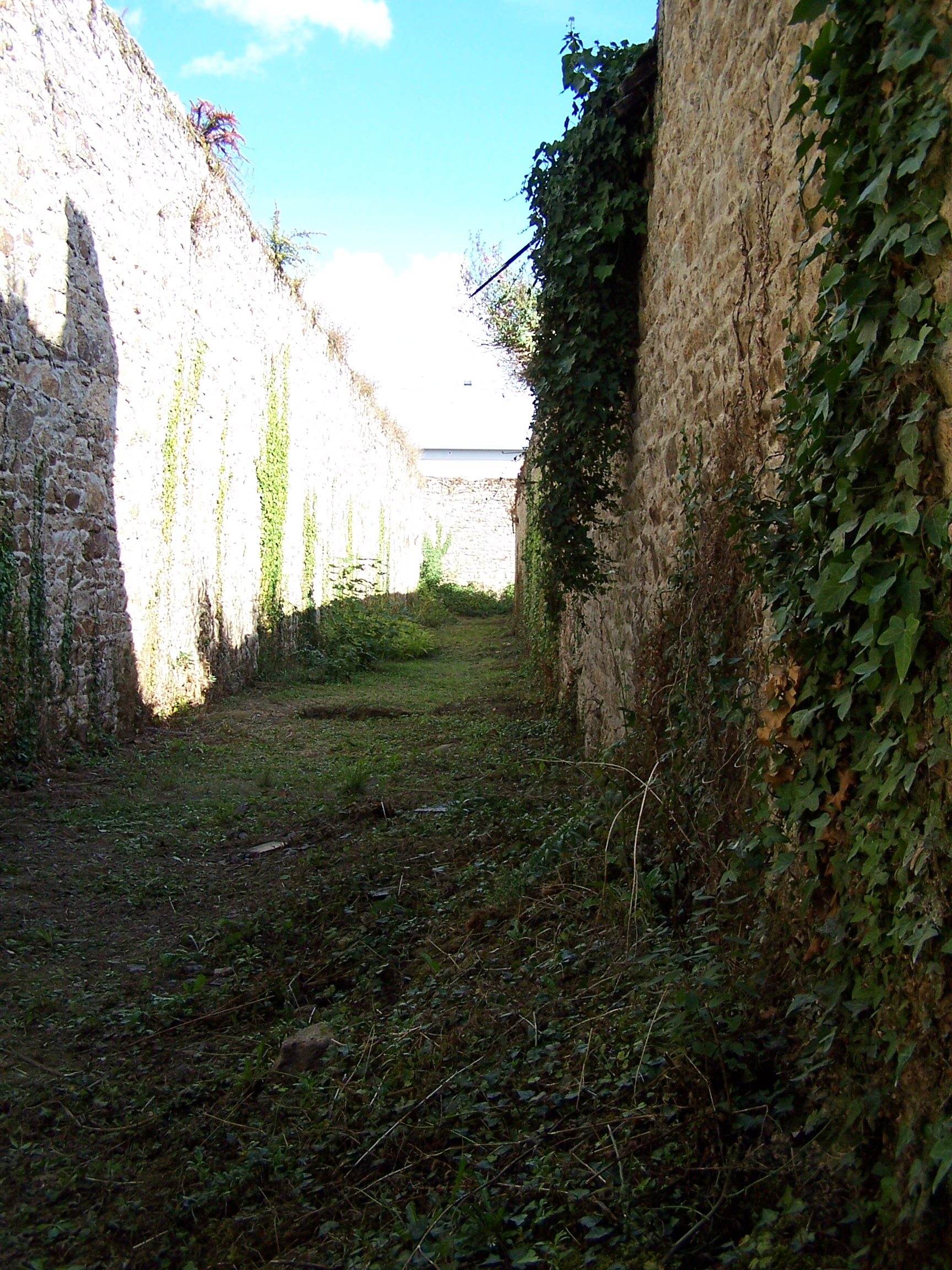
Chemin de ronde Nord.
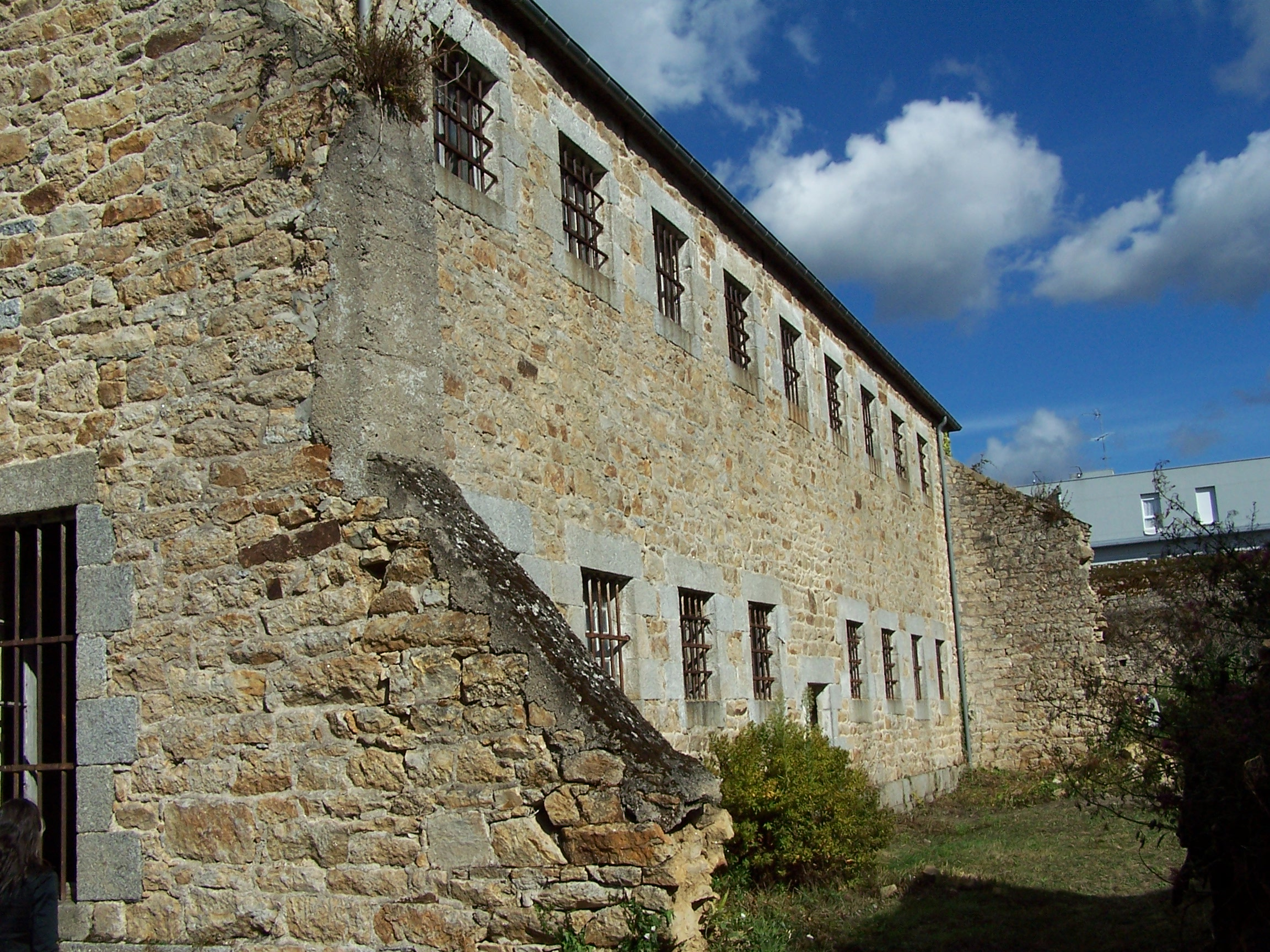
Bâtiment de hommes condamnés vue depuis la cour Sud-Ouest.
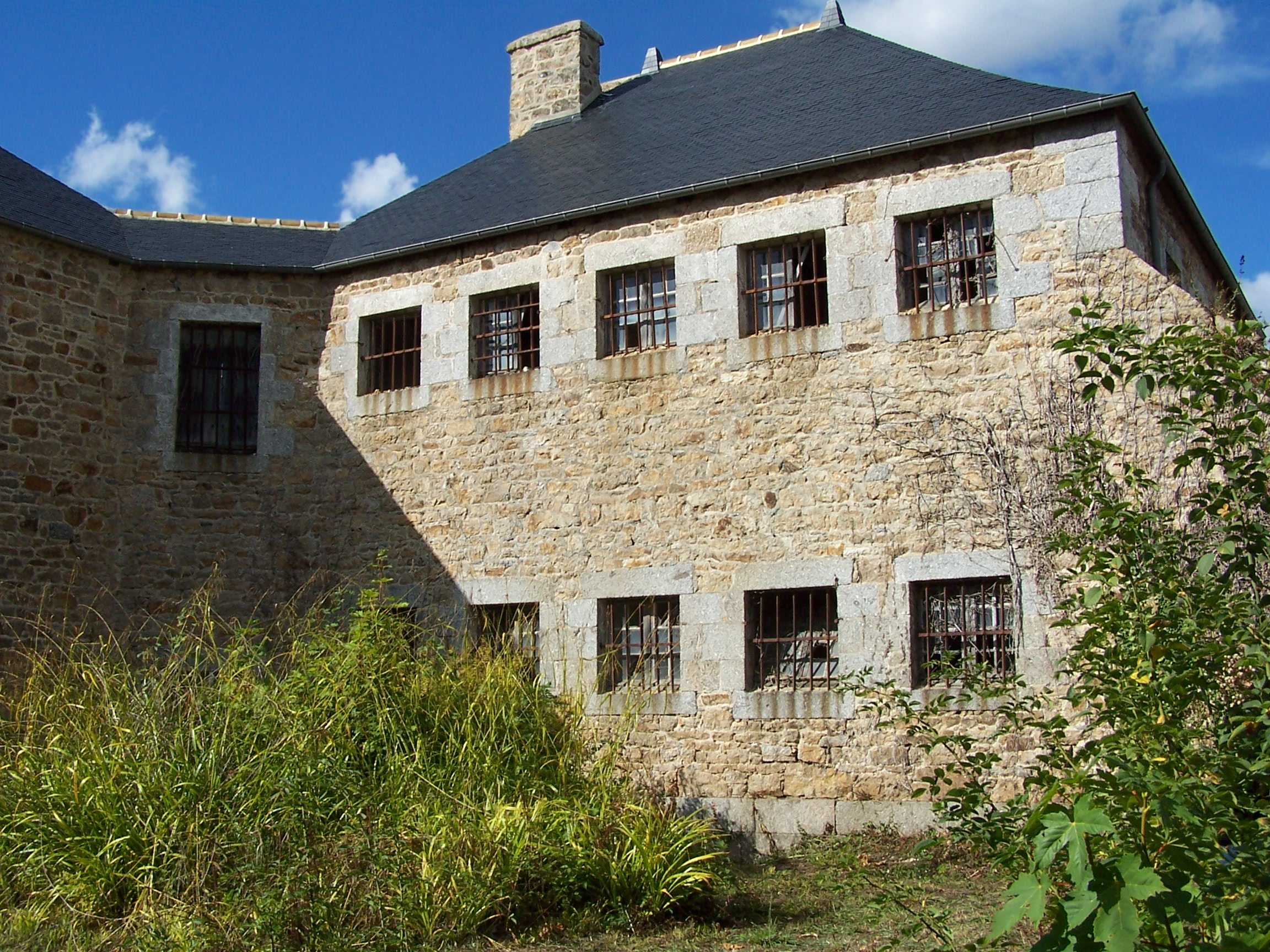
Bâtiment des femmes, vu depuis la cour Sud-Est (voir plan).
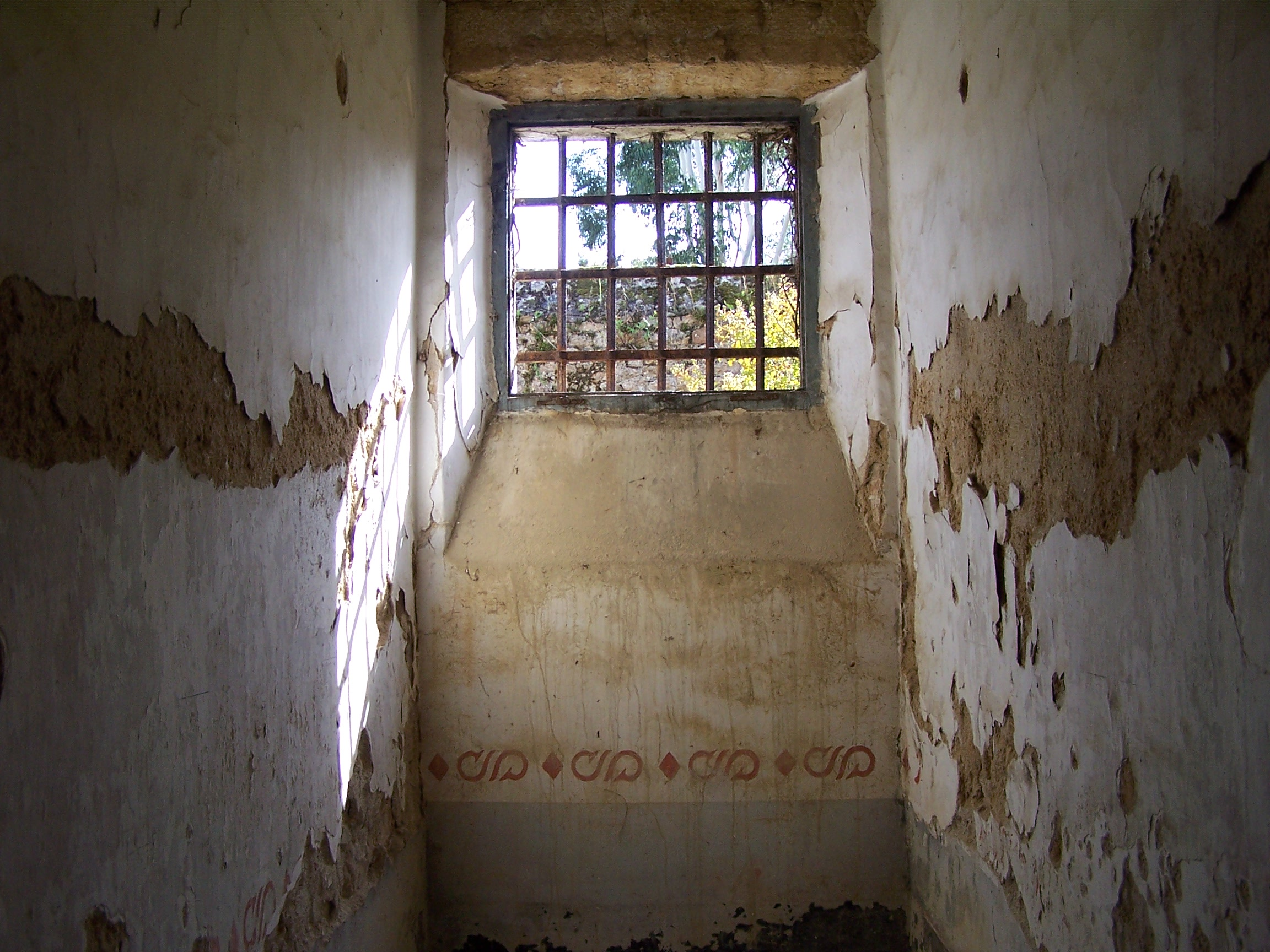
Intérieur cellule hommes condamnés.
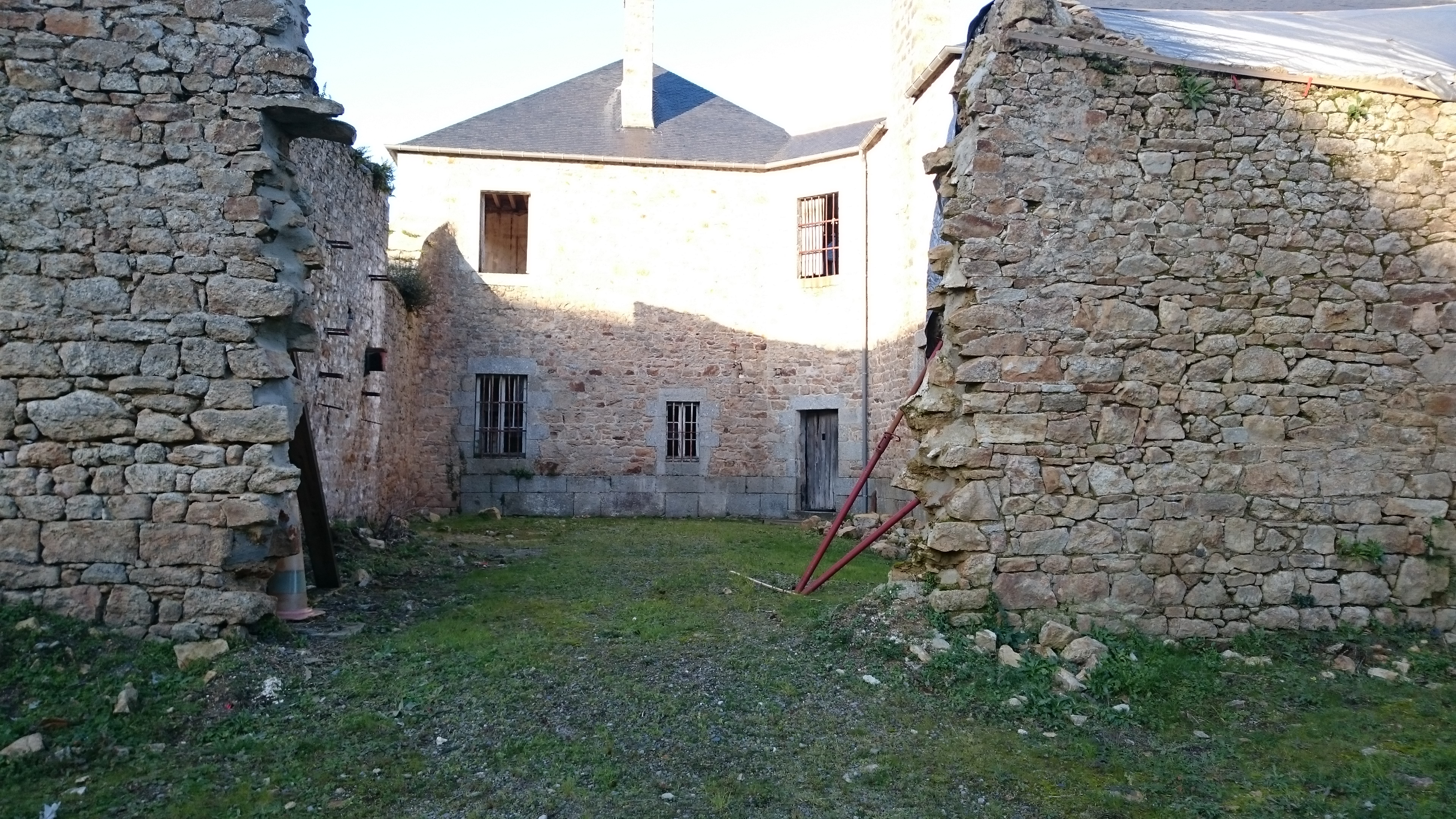
Vue du bâtiment concierge et du mur extérieur enceinte Sud, au niveau de la Cour 6. Le mur a été abattu (2013) pour construire un accès pour le grand public.

## L'avenir
Annoncé en juin 2019 par le ministre de l'éducation Jean-Michel Blanquer, le site va devenir, en septembre 2021, l'INSEAC: (Institut National Supérieur de l’Éducation Artistique et Culturelle). L'INSEAC sera piloté par le HCEAC (Haut Conseil de l’Éducation Artistique et Culturel) qui fournira les orientations pour cette nouvelle structure.
A ce titre, la ville débloque 5,3 millions d'euros, afin d'accélérer les chantiers de transformations de la prison (Phase 3 + Phase 4).